# Phtheochroa procerana
Phtheochroa procerana es una especie de polilla de la familia Tortricidae. Se encuentra en Bulgaria, Hungría, Rumanía y Turquía.
La envergadura es de 14 a 16 mm. Se han registrado adultos en vuelo de junio a julio.